# Dunakeszi természetvédelmi területei
Dunakeszin a természet megőrzése szempontjából kiemelt jelentőségű az a 181,64 hektár, amely az Európai Unió természetmegőrzési és madárvédelmi hálózatának részeként Natura 2000 területnek minősül. Ez a város területének 5,85%-át teszi ki. Ide tartozik a Duna medre és ártere a parti erdősávval, amelynek védelméről a város önkormányzata gondoskodik. Emellett a vizes területek jellegükből adódóan automatikusan országos jelentőségű „Ex lege” védett területek. Idetartozik az Óceán-árok déli lápterülete a Dunakeszi-tőzegtavakkal, és a Duna közelében megjelenő források. Helyi jelentőségű védett terület a Nemzeti Lóverseny Kft. alagi telepének kül- és belterülete, amelyen a természeti és művi értékek egyaránt védelmet élveznek. Az Országos Ökológiai Hálózat magterületéhez tartozik az Óceán-árok lápja, az alagi repülőtér és lóversenypálya, míg ökológiai folyosót alkotnak a Duna menti puhafás ligeterdő-maradványok, a város nyugati szélétől induló és a fővárosi ivóvízkutak védművéig tartó csatorna mentén a kisebb mocsarak, fűzliget-maradványok, a Duna víztere, a Mogyoródi-patak melletti és az Óceán-árok menti nádasok, kisebb gyepfoltok és a lápterület egy része. A Mechanikai Laboratórium kezelésében lévő 060 helyrajzi számú terület értékes élőhelyei, növény- és állatvilága révén szintén természetvédelmi oltalmat kapott.

## A dunakeszi Tőzegtavak

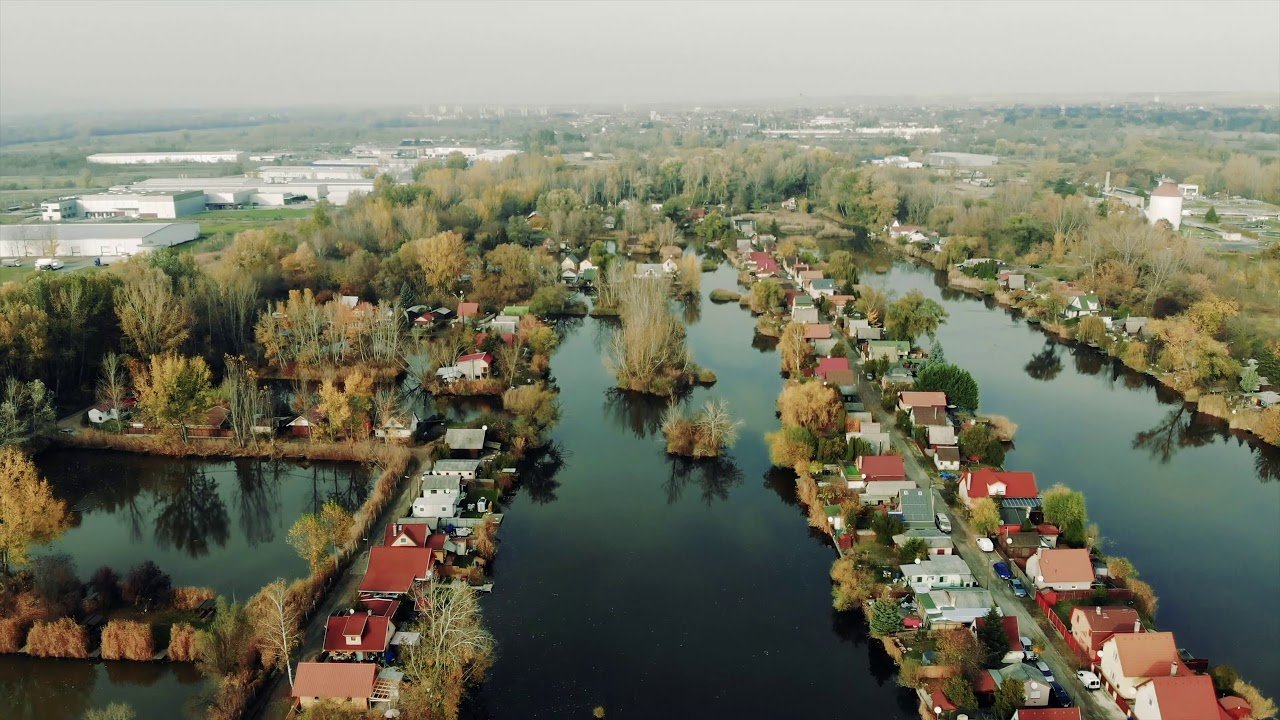
A dunakeszi tőzegtavak (Vészits István fotója, 2018, youtube.com)

A védett területek közül a dunakeszi láp és a Tőzegtavak élővilágát Kriska György biológus, egyetemi oktató (ELTE) részletes leírásából ismerjük. Ezt a nedves területen gazdag növény- és állatvilág népesíti be, közöttük védett fajok is. A sekély vizű tavakban csillárkamoszatokból (Chara sp.) álló hínáros, valamint fonalas zöldmoszatok és forrásmoha (Fontinalaceae), a vízpart közelében közönséges nád (Phragmites australis), bodnározó vagy széleslevelű gyékény (Typha latifolia), helyenként tőzegpáfrány (Lastrea thelipteris, Thelypteris palustris) alkotja a növényzetet. A víziállatok között közönséges vízicsiga (Bithynia tentaculata), éles csiga (Planorbis planorbis), nagy tányércsiga (Planorbarius corneus), karcsú csiga (Stagnicola palustris) és nagy mocsárcsiga (Limnaea stagnalis) bújik meg. A vízben vízibolhák (Daphnia sp.), evezőlábú rákok (Copepoda), bolharákok (Gammarus sp.), közönséges víziászka (Asellus aquaticus), csiborok (Hydrophilidae) és csíkbogarak (Dytiscidae), a mocsári szegélynövényzeten színpompás sásbogarak (Donaciinae) élnek. A kétszárnyú rovarok (Diptera) lárvai tömegesen fordulnak elő a növényzetben. A vízfelszín közelében gyakoriak a csípőszúnyog (Culex sp.) lárvái, a hanyattúszó poloskák (Notonecta sp.), a molnárpoloskák (Gerris sp.), a partipoloskák (Saldidae sp.) és vízi ugróvillások (Podura aquatica). A vízen úszó faleveleken közönséges hidra (Hydra vulgaris), a tóba hullott korhadó ágakon, fatörzseken édesvízi szivacsok (Demospongiae) és mohaállatok (Bryozoa) telepedtek meg. A gerinces állatok közül naphal (Eupomotis aureus), keszegfélék, pettyes gőte (Triturus vulgaris), kecskebéka (Rana esculenta), vízisikló (Natrix natrix) és mocsári teknős (Emys orbicularis) is él a tóban. Ide jár petézni a környéken élő barna- (Bufo bufo) és zöldvarangy (Bufo viridis) is.
A tavak partját bokorfüzesek és fűz-nyár ligeterdők övezik. A bokorfüzesek között akad fehér fűz (Salix alba), csigolyafűz (Salix purpurea), mandulalevelű fűz (Salix triandra), valamint kevés hamvas fűz (Salix cinerea) és törékeny fűz (Salix fragilis) is. A fehér (Populus alba) és a fekete nyárfák (Populus nigra) 20–30 m-es magasságot is elérhetnek. A cserjéket kányabangita (Viburnum opulus), veresgyűrű som (Cornus sanguinea) és kutyabenge (Rhamnus frangula) képviseli. A fűzfák közötti nedvesebb területeken réti füzény (Lythrum salicaria), sédkender (Eupatorium cannabinum), az Észak-Amerikából behurcolt kanadai aranyvessző (Solidago canadensis), fekete nadálytő (Symphytum officinale), mocsári gólyahír (Caltha palustris) és különböző sásfajok jelennek meg. A fűzfákra ebszőlő csucsor (Solanum dulcamara) fut fel. A magas szervesanyag-tartalomú eutrof partszegélyen herelégy (Eristalis nemorum, Eristalis tenax), a Ptychoptera és az árvaszúnyog (Chironomida sp.) lárvái élnek. A közönséges szitakötő (Sympetrum vulgatum) és a laposhasú acsa (Libellula depressa) lárvái iszaplakó férgekre és árvaszúnyoglárvákra vadásznak. A lápos terület ötven madárfajnak is állandó vagy időszakos otthont ad, közöttük a szürke gémnek (Ardea cinerea), a tőkés récének (Anas platyrhynchos), a kis vöcsöknek (Tachybaptus ruficollis) és a színpompás jégmadárnak (Alcedo atthis ispida) is.
A Tőzegtavak vizének 1990-ben elvégzett kémiai, bakteriológiai, toxikusnehézfém- és mikroelem-vizsgálata fenolt és baktériumszennyezettséget mutatott ki. Az előbbi ipari jellegű tevékenységből, az utóbbi fekál szennyvízből származhat. A védettség ellenére 1998-ban az M0 körgyűrű építése során a terület nagy részén a növényzetet kivágták, felégették, és a tavak nagy részét földdel töltötték fel. Később, 2003-ban az Auchan bevásárlóközponthoz vezető út Káposztásmegyer melletti körforgalmának kiépítése során lecsapolás és feltöltés veszélyeztette a lápot, de a terület természeti állapotáról és veszélyeztetettségéről készült szakvélemény megmentette. A Levegő Munkacsoport pert is indított a láp védelmében, és az Magyar Tudományos Akadémia állásfoglalásai szerint „a Dunakeszi láp olyan környezettörténeti maradvány, amely nemcsak természetvédelmi, hanem várostörténeti szempontból is muzeális érték”. A Levegő Munkacsoport, amely korábban az Óceán-árok szennyvízelvezető csatornájának tőzeglápba való beleterelését is megakadályozta, azt is elérte, hogy az aszfaltút mentén drótkerítés épüljön a terület védelmére. Sajnos, azóta a kerítést megrongálták, és az út téli sózása során keletkező sólé is szennyezi a láp vizét a megfelelő vízelvezetés hiányában. 2010-ben az Auchan bevásárlóközpont parkoló-bővítési tervei ismét veszélyeztették a tőzeglápot. A terület védelmében a Dunakeszi Tőzegtó Környezetvédelmi Alapítvány is sokat tett. A láp körüli vitákkal a napi nyomtatott és internetes sajtó is sokat foglalkozott, közöttük az Élet és Tudomány és a National Geographic Online is. Sajnos a lápot és a tőzegtavakat nemcsak a feltöltés és beépítés, hanem a szennyezés is veszélyezteti, mert a hétvégi házak szennyvízelvezetése nem megoldott.

## Az Alagi Versenylótelep és a dunakeszi repülőtér

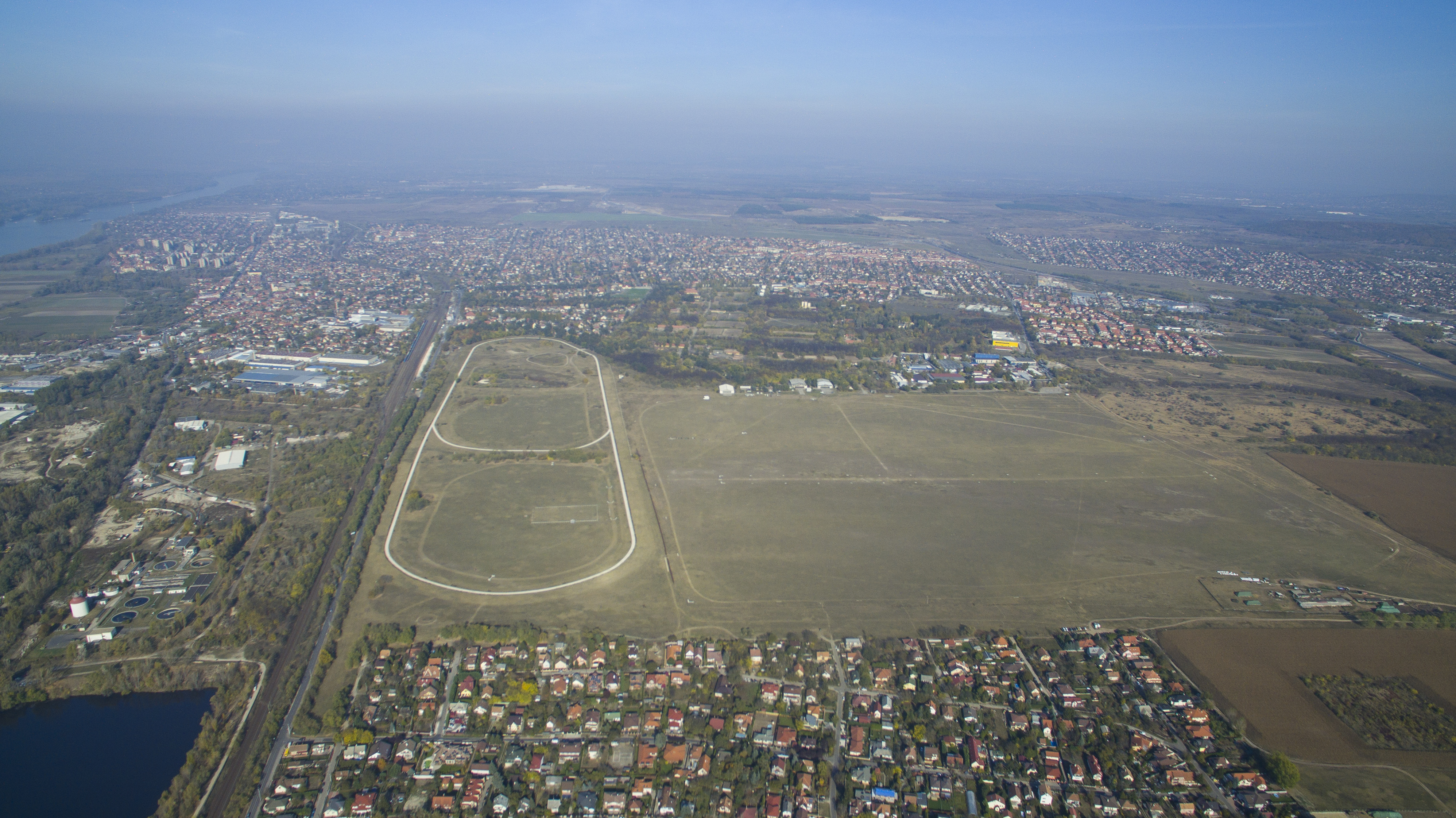
Dunakeszi (Alagi) Lóversenypálya és a Dunakeszi repülőtér (fotó: Gedei Zoltán, GlobeArt)

A Dunakeszi Alagi Versenyló Tréningtelep, illetve a Dunakeszi repülőtér helyi jelentőségű védett természeti terület, és egyben a Nemzeti Ökológiai Hálózat magterületének része. Védettségét elsősorban az ősgyepnek és az itt élő eurázsiai Spermophillus citellus ürgefajnak köszönheti. A lóversenypálya és a repülőtér területén tipikus növénytársulás a homoki szárazlegelő (Cynodonti–Festucetum pseudovinae), amely nyílt évelő homokpusztagyep (Festucetum vaginatae) leromlása során keletkezett. Kisebb foltokban zárt homokpusztarét (Astragalo–Festucetum rupicolae) is megmaradt itt. A terület jellegzetes növényfajai a báránypirosító (Alkanna tinctoria), fenyérfű (Andropogon ischaemum), barázdált csenkesz (Festuca rupicola), sovány csenkesz (Festuca pseudovina), mezei cickafark (Achillea collina), homoki pimpó (Potentilla arenaria), csillagpázsit (Cynodon dactylon), keskenylevelű sás (Carex stenophylla), törpe sás (Carex supina), farkas kutyatej (Euphorbia cyparissias), ládzsás útifű (Plantago lanceolata), kunkorgó árvalányhaj (Stipa capillata), keskenylevelű kakukkfű (Thymus serpyllum), ezüstös hölgymál (Hyeracium pilosella), bürökgémorr (Erodium cicutarium), egynyári perje (Poa annua), mezei iringó (Eryngium campestre), vajszínű ördögszem (Scabiosa ohroleuca), tejoltó galaj (Galium verum), közönséges galaj (Galium mollugo), csabaíre vérfű (Sanguisorba minor), szúrós bogáncs (Carduus acanthoides), szöszös ökörfarkkóró (Verbascum phlomoides), hasznos földitömjén (Pimpinella saxifraga), csomós ebír (Dactylis glomerata), homokviola (Syrenia cana) és hamuka (Berteroa incana).
Az állatok közül itt él az eurázsiai rövid füvű puszták, sztyeppék jellegzetes rágcsálója, az ürge, amelynek Magyarországon van az egyik legnyugatabbra eső előfordulása. Néhány évtizede még annyira elterjedt volt, hogy kártevőként irtották. A legeltetéses állattartás visszaszorulásával, a legelők megszűnésével drasztikusan csökkent az élőhelye, ezért 1982-ben védetté, majd 2012-ben fokozottan védetté nyilvánították, természetvédelmi értéke 250.000 forint. Az ürge ragadozó madarakat is vonz a területre, mivel táplálékot jelent számukra. Időnként másutt fészkelő egerészölyv, barna rétihéja, ritkábban parlagi sas, kerecsensólyom és pusztai ölyv is vadászik itt. Az ürge mellett a védett, vagy fokozottan védett állatfajok közül vakondok (Talpa europaea), zöld gyík (Lacerta viridis), fürge gyík (Lacerta agilis), zöld varangy (Bufo viridis), szongáriai cselőpók (Lycosa singoriensis), sisakos sáska (Acrida hungarica), mogyorós pele (Muscardinus avellanarius) és magyar futrinka (Carabus hungaricus) is él a területen. Az ősgyep megbontása körül legutóbb 2014 szeptemberében alakult ki vita.